# Władysław Chomiak (śpiewak)
Władysław Chomiak znany również pod pseudonimem Władysław Arski (ur. 1 lipca 1923 we Lwowie, zm. 24 czerwca 1961 w Poznaniu) – polski śpiewak operowy i piosenkarz.

## Życiorys
Przyszedł na świat jako syn Jerzego Chomiaka i Józefy z Fołtów. Jego ojciec był pracownikiem elektrowni. Po II wojnie światowej osiadł w Zielonej Górze, gdzie rozpoczął karierę estradową w amatorskim Teatrze Ziemi Lubuskiej. W 1946 występował w Teatrze Dramatycznym w Gorzowie, a w 1947 został zaangażowany do Opery Poznańskiej, gdzie do swojej śmierci w 1961 roku wykonywał partie z repertuaru barytonowego i basowego. Wcielał się między innymi w Dziembę i Janusza w Halce oraz Jakuba we Flisie – Stanisława Moniuszki, Malatestę w Don Pasquale – Gaetana Donizettiego, Rangoniego i Szczełkałowa w Borysie Godunowie – Modesta Musorgskiego czy Alfia w Rycerskości wieśniaczej – Pietro Mascagniego.
Jako piosenkarz występował pod pseudonimem Władysław Arski.
Został pochowany na Cmentarzu Junikowo w Poznaniu.

## Wybrana dyskografia
Płyty 10", 78 obr./min. (szelakowe)
- Muza 234: Sahara Orkiestra Jazzowa Tadeusza Wendy / Ay, Ay, Ay Władysław Arski (1948)[4]